# Sorghum halepense
El sorgo de Alepo (Sorghum halepense) es un cereal, producto de una hibridación de introgresión con otra especie del género Sorghum en la familia Poaceae.

## Origen
El origen del sorgo se localiza en África central (Etiopía o Sudán), pues es en esta zona donde se encuentra la mayor diversidad varietal de la especie. Esta diversidad disminuye hacia el norte de África y Asia. Existen, sin embargo, ciertas evidencias de que surgió de forma independiente tanto en África como en la India. Es precisamente en este último país de donde datan en el siglo I d. C. las primeras referencias escritas. También se encuentran en Siria esculturas que tratan el desarrollo de dicha especie.
No se sabe exactamente cuándo se introdujo la planta por primera vez en América, aunque se asume que las semillas de esta especie llegaron al Nuevo Continente en barcos que transportaban esclavos desde África. Ingresó en Estados Unidos procedente de Turquía hacia 1830. El primer informe escrito de su presencia en México es de 1913, aunque para esa fecha había llegado hasta Yucatán y era una importante maleza en Nuevo León (Alcaraz, 1913).

## Nombres
El nombre científico, Shorgum halepensis (L.) Pers. hace referencia a la ciudad de Haleb (Aleppo) en Siria.
Recibe varios nombres comunes: cañota, millaca, hierba johnson, pasto johnson, sorguillo, canuto, pasto ruso, paja johnson, zacate johnson, pasto silvestre, sorgo silvestre, sorgo de Alepo. En Argentina se lo conoce como "maicillo".

## Morfología

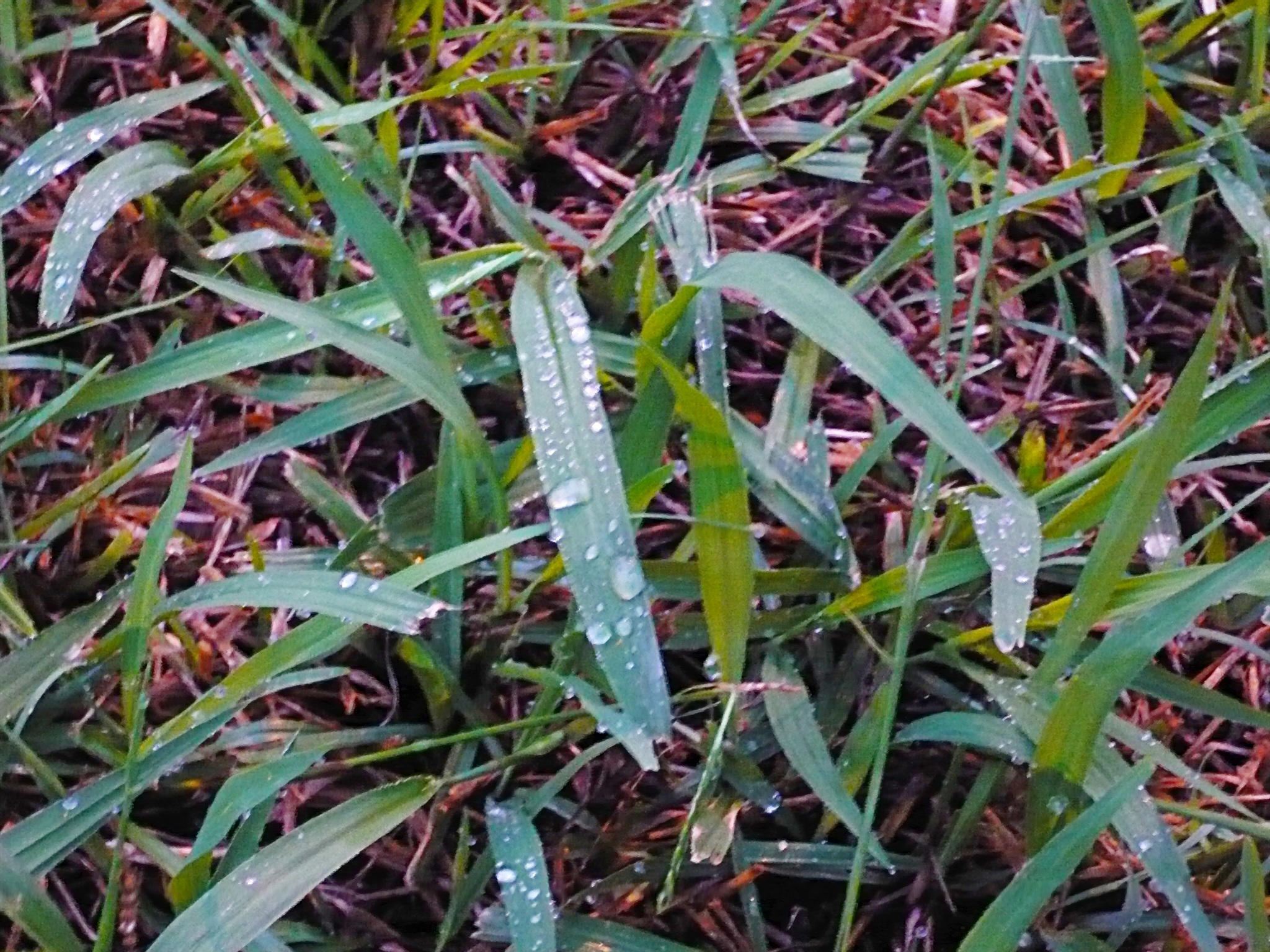
Hojas de sorgo.

- Rizoma: El sorgo es un pasto perenne que presenta un sistema radical profusamente ramificado o fibroso. Los rizomas son vigorosos, resistentes y penetrantes. Anatómicamente, los rizomas están constituidos por una gran cantidad de parénquima y ampliamente vascularizados. Existe una sola yema en cada nudo, cubierta por una catáfila parda que se prolonga hacia el entrenudo.

- Tallo: los tallos son erectos, en forma de caña. Huecos glabros o finamente pubescentes en los nudos, vigorosos con una altura variable de 0.5 a 2 m, a veces hasta 240 cm. Su grosor puede alcanzar de los 1.5 a los 2 cm. A partir del cuello del tallo se originan los nuevos brotes o vástagos vegetativos (macollas).

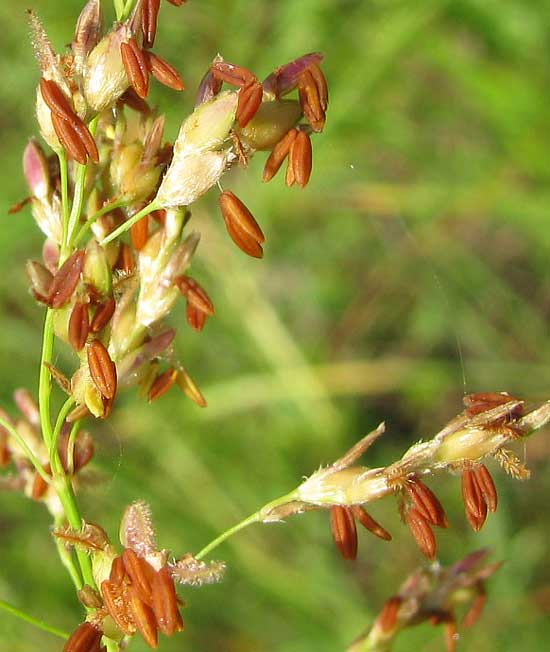
Panícula de sorgo.

- Macolla: el vástago florífero está constituido por cañas que alcanzan hasta los 2 m de altura y que normalmente rematan en una panícula.

- Hoja: son paralelinervias, dispuestas en dos líneas alternas a lo largo del tallo, usualmente glabras, de 10 a 50 cm de longitud y de 1.2 a 4 cm de ancho. Presentan en su base una lígula membranosa, siendo la vena principal es de color blanquecino.

- Inflorescencia: se trata de panículas terminales de aspecto piramidal abiertas o densas, filosas y de color violáceo. Miden de 15 a 60 cm de largo, partiendo del eje principal raquillas laterales que cuentan con espiguillas caducas que se desmenuzan fácilmente cuando maduran. Las espiguillas están dispuestas en pares, a excepción de la parte superior de la ramificación donde se presentan 3 unidades. La central es sésil, ovalada y hermafrodita, y más grande que las restantes alcanzando una longitud media de 4 a 5.5 cm con pubescencia larga, presentando frecuentemente una arista curvada de 10 a 15 mm de longitud y retorcida en su parte apical. La espiguillas laterales poseen pedicelos delgados, son lanceoladas y solo presentan estambres, carecen de arista y miden de 5 a 10 mm de largo.

- Cariópside: el fruto es un cariópside de forma oval, color café rojizo o púrpura brillante, con finas líneas marcadas en su superficie. Tiene una longitud de 3 mm. La mayoría de las semillas se desprenden y caen al suelo al secarse la planta en la madurez.

## Reproducción

### Reproducción sexual
Se considera que esta maleza es autógama pero no completa, exhibiendo un 6 a 8 % de alogamia. La dispersión de las semillas puede producirse a través de distintos agentes, como es el agua de irrigación (en los sistemas bajo riego) y también por escorrentía superficial en campos con pendiente en los sistemas de producción de secano. Los herbívoros que consumen esta maleza eliminan las semillas a través de las heces, con diferente nivel de dormición, sin pérdida de viabilidad. Probablemente las aves puedan dispersar a gran distancia esta maleza.
Las dos fuentes principales de dispersión secundaria son los granos o semillas para la siembra contaminadas con esta maleza y el equipo de cosecha: muchas semillas pueden ser transportadas largas distancias desde el sitio original en los distintos enseres del equipo de cosecha (sinfines, volquetes, carros tolvas y vehículos complementarios), los que pueden incluso alojar semillas en la banda de rodamiento de sus neumáticos.
Las semillas recién dispersadas exhiben elevada viabilidad (superior al 85 %) y un alto grado de dormición. En el suelo se suelen encontrar fracciones o subpoblaciones de semillas con diferente nivel de este efecto y diferentes requerimientos para su activación. 

### Multiplicación vegetativa
Los rizomas constituyen un mecanismo de propagación muy eficaz y -desde el punto de vista evolutivo- constituyen uno de los pilares de la persistencia de esta mala hierba en una gran variedad de agroecosistemas y amplias latitudes, desde que replican genotipos resistentes y adaptados. Los rizomas constituyen, en promedio, el 30 % de la biomasa total que acumula una planta durante todo su ciclo.
Si se realiza una estimación periódica de la biomasa de rizomas durante todo el año, se obtiene una función de tipo sinusoidal, la cual exhibe valores máximos hacia el fin del verano e inicios del otoño y valores mínimos hacia el fin del invierno e inicios de la primavera. Tanto el consumo de sustrato por respiración durante el invierno, como la removilización de reservas para sustentar el crecimiento de estructuras aéreas (macollas) caracterizan el segmento decreciente de la biomasa de rizomas. Los procesos involucrados en el segmento creciente comprenden a la formación de fotoasimilados y su transporte hacia el sistema subterráneo, con una tasa de acumulación elevada. Durante la etapa de acumulación de biomasa subterránea las concentraciones de los carbohidratos aumentan.
Es importante recalcar que la fracción decreciente se reinicia toda vez que el sistema aéreo se destruye; como consecuencia de la perturbación del sistema de macollas por bajas temperaturas invernales (heladas), a causa de un control mecánico durante la primavera o el verano, por la acción de herbicidas de contacto o por una pobre actividad de un herbicida sistémico.

## Condiciones óptimas de clima y suelo
Aunque muestra marcada preferencia por los climas cálidos, aparece igualmente en zonas más frías. De hecho, tras ser introducida en el sur de Estados Unidos de América como forrajera y comprobarse su proceso de naturalización se pensó que solo afectaría a las regiones de clima templado-cálido, constatándose posteriormente su capacidad para colonizar áreas mucho más frías y extenderse hacia latitudes mucho más septentrionales, llegando actualmente al límite con Canadá. En España aparece tanto en estaciones ruderales como en campos de cultivo, especialmente en los viñedos, cultivos de cítricos, arrozales, campos de remolacha y de maíz, así como en cursos de agua (acequias, canales, etc.). 
a) Temperatura: en general se sabe que el desarrollo de las plantas del pasto Johnson, tanto para el crecimiento y desarrollo de la parte aérea como para el de raíces y rizomas, es óptimo a 32 °C.
Para la formación de rizomas existe un límite mínimo de 15 a 20 °C y un límite máximo de 40 °C. Para la germinación de las yemas de los rizomas el máximo es de 39, con un óptimo de 28-30 °C y un mínimo de 15 °C. Se sabe que la temperatura máxima que soportan los rizomas es de 50 a 60 °C por espacio de 3 días, cuando se localizan a 2.5 cm de profundidad en el suelo. Su tolerancia a las bajas temperaturas aumenta con la profundidad a la que se encuentran enterrados los rizomas y bajas temperaturas edáficas limitan la expansión de la especie, mientras que la floración está regulada por la temperatura y no por los factores nutricionales.
Se necesita una temperatura sostenida de -9 °C para causar la muerte de los rizomas de esta especie, sobreviviendo al frío si se localizan a 20 cm o más de profundidad en el suelo. Respecto a la germinación de semillas, esta es nula a 10-15 °C, siendo su óptimo de 39 °C.
b) Luz: se ha podido demostrar que el sorgo tiene un desarrollo óptimo con un fotoperíodo de alrededor de 12 a 13 horas. Para un fotoperíodo de 12 horas, el crecimiento de esta gramínea es óptimo a 27 °C, pese a que en las etapas iniciales el crecimiento sea óptimo a 32 °C.
En otro estudio se encontró que mediante la interrupción del periodo oscuro de 8 h, las plantas de sorgo no florecen y su producción de rizomas disminuye grandemente, sin afectar la producción de raíces, proponiendo esta estrategia como un posible medio para evitar la diseminación de la especie.
c) Profundidad y tipo de suelo: prefiere suelos profundos, sin exceso de sales, con buen drenaje, sin capas endurecidas, de buena fertilidad y un pH que varía de ligeramente ácido a alcalino.
Existen diferencias en cuanto a la producción y distribución de los rizomas de acuerdo a la textura del suelo, en un suelo franco-arenoso, la producción de rizomas fue casi el doble que en un suelo arcilloso. En un suelo franco-arcilloso-limoso la producción de rizomas fue 10% menor que en el anterior. Además se encontró que un suelo arcilloso el 80% de los rizomas se localizan en los 7.5 cm de la superficie del suelo, contrastando con el mismo estrato en un suelo franco-arenoso, siendo la emergencia de rizomas mayor en este tipo de suelos que en un suelo arcilloso.
d) Agua: Requerimiento en el ciclo:
| Requerimiento en el ciclo | mm      |
| ------------------------- | ------- |
| Óptimo                    | 400-550 |
| Conveniente               | 350     |
| Mínimo                    | 250     |

Es fundamental que el suelo tenga una adecuada humedad en el momento de la germinación para que se dé una emergencia rápida y homogénea. Las mayores exigencias en agua comienzan unos 30 días después de emergencia y continúan hasta el llenado de los granos, siendo las etapas más críticas las de panojamiento y floración.

## Importancia del Sorgo de Alepo

### El sorgo como cultivo forrajero
Con frecuencia, en una campaña se cosechan dos o tres cortes de heno; es un pasto valioso, pero las plantas jóvenes pueden contener cantidades notables de HCN, y por lo tanto debe pastarse con prudencia.
|                              | MS   | PB   | FB   | Cen. | EE  | ELN  | Ref. |
| ---------------------------- | ---- | ---- | ---- | ---- | --- | ---- | ---- |
| Fresco, 6 semanas, India     | 15.9 | 16.1 | 29.6 | 11.1 | 2.8 | 40.4 | 190  |
| Fresco, 10 semanas, India    | 20.9 | 12.7 | 34.1 | 9.9  | 2.6 | 40.7 | 190  |
| Fresco, 14 semanas, India    | 27.7 | 7.4  | 38.7 | 9.2  | 1.6 | 43.1 | 190  |
| Fresco, primer corte, India  |      | 10.3 | 35.9 | 8.2  | 2.3 | 43.3 | 436  |
| Fresco, segundo corte, India |      | 5.1  | 36.4 | 9.4  | 1.5 | 47.6 | 436  |
| Heno, Estados Unidos         | 87.7 | 6.6  | 34.6 | 5.9  | 1.9 | 51.0 | 146  |

| Animal   | PB   | FB   | EE   | ELN  | EM   | Ref. |
| -------- | ---- | ---- | ---- | ---- | ---- | ---- |
| Caprinos | 45.0 | 58.0 | 40.0 | 54.0 | 1.91 | 146  |

Leyenda: MS (Materia seca), PB (Proteína bruta), Cen. (cenizas), EE (extracto etéreo), ELN (extracto libre de nitrógeno), FB (fibra bruta), Ref. (Referencia)
A pesar de ser un buen forraje, como se ha mencionado presenta el inconveniente de tener un glucósido cianogénico tóxico llamado "dhurrina" que se incrementa en condiciones de sequía, helada, alto contenido de nitrógeno y bajo contenido de fósforo en el suelo, además de ser más común en plantas jóvenes. Los casos de envenenamiento son más frecuentes en ganado vacuno y se pueden evitar mediante el ensilaje, proceso en el cual la dhurrina es inactivada. Los animales afectados por su consumo en fresco presentan dolores de abdomen. Las aves pueden consumirla sin que les produzca efectos adversos.

### Daño económico a cultivos
El sorgo de Alepo es una de las 10 malas hierbas más dañinas a la agricultura mundial, ocupando esta el sexto lugar, localizándose en áreas templadas, subtropicales y tropicales del sur de Estados Unidos, México, centro y Sudamérica, zona mediterránea de Europa, África, India y Australia.
(Black et al. citado por Morales), la agresividad de ciertas especies vegetales radica en que cuentan con una vía alterna de asimilación del dióxido de carbono (CO2) en la fotosíntesis, siendo el aceptor primario del ácido fosfoenolpirúvico, teniendo como productos primarios ácidos de 4 carbonos, por lo que se nombró a este tipo de asimilación C-4.
Las plantas que cuentan con este tipo de asimilación toleran altas intensidades lumínicas, altas temperaturas, baja concentración de CO2 y alta concentración de O2 en la atmósfera sin afectar su proceso fotosintético, además de que no presentan el fenómeno de fotorrespiración por lo que son altamente competitivas.
Estos sorgos son plantas C4, debiendo en gran parte su agresividad a esta cualidad. De esta forma, algunas autores afirman que una ingesta de sorgo de Alepo en maíz reduce 2/3 partes del peso seco del grano, y 60-100 kg/ha de potasio. De la misma manera, las infecciones de esta hierba parásita en maíz reducen el crecimiento y tamaño del cultivo retardando la diferenciación de los órganos vegetativos y reproductivos, y reduce el área de las hojas y el tamaño de las mazorcas, causando esterilidad de muchas flores debido a la competencia entre ambas. El pasto de Johnson puede reducir en más del 45 % los rendimientos de caña de azúcar y soya.
Actúa como hospedante de un díptero plaga conocido como mosquito del sorgo (Contarinia sorghicola, Cecidomyiidae) bastante específico del sorgo cultivado que hiberna en las semillas de la mala hierba, desde donde infecta al cultivo. Se considera también un contaminante del polen del sorgo cultivado y un hospedante del virus del mosaico de la caña de azúcar (de ahí la bajada de rendimiento). Además es hospedera alternante de otras importantes plagas y enfermedades como son: el mildiú velloso (Aclerospora sorghi) y el antracnosis (Colletotrichum graminicolum).

## Control delSorghum halepense
Debido a que su presencia se circunscribe a entornos agrícolas es suficiente con considerar las prácticas llevadas a cabo habitualmente en este tipo de medios. Es esencial desarrollar estrategias preventivas que contemplen el uso de semillas o mezclas de éstas (como las empleadas habitualmente en la creación de céspedes forrajeros) y de sustratos absolutamente exentos de propágulos de esta especie.

### Control mecánico
El arranque manual puede efectuarse por medio de herramientas agrícolas, tales como cultivadoras azadas, arados, rotator y etc. Este tipo de control arranca la hierba a la vez que se remueve el suelo pudiendo beneficiar al cultivo al extraer los rizomas. No obstante, el uso de control mecánico en especies de malas hierbas perennes es limitado debido a que se reproducen vegetativamente. Con el sorgo de Alepo las posibilidades de éxito con este tipo de control son muy limitadas ya que se ha demostrado que una planta proveniente de semilla o rizoma, de más de 20 días de edad, soporta 8 cortes semanales consecutivos sin morir.
En algunos terrenos se acostumbra rastrear los terrenos infestados con esta maleza para exponer sus rizomas al medio y causar su muerte por desecación o daños de heladas. Sin embargo, se ha observado que los rizomas de esta especie soportan una desecación de hasta un 75% de su peso fresco sin perder su viabilidad. Además estos órganos toleran -9 °C sin morir, por lo que este tipo de prácticas no aseguran un buen control de esta maleza y pese a que pueden ser eficientes, se requiere de una cantidad extraordinaria de mano de obra, lo cual se refleja en un mayor coste.
La inundación es una opción viable en algunas zonas. Hasta el momento no se conocen agentes de control biológicos específicos y efectivos.

### Control químico
El estudio de ciertos biotipos de EE. UU. exhibe resistencia simple y cruzada a los herbicidas graminicidas tipo ACCASE, además de ALS (imidazolinonas) y dinitroanilinas (trifluralina). 
En países donde aparece como planta parásita de otros cultivos, principalmente soja, se está convirtiendo en los últimos años en un auténtico problema por los altos niveles de resistencia que presenta a herbicidas, y concretamente, a glifosato. En la siguiente publicación argentina de alertas de malezas se puede leer lo siguiente:
En nuestro país, el primer caso de resistencia a gliofosato se confirmó en el año 2005 en biotipos de sorgo de Alepo (Sorghum halepense).
[...] Investigaciones recientes permiten asegurar que el número de casos de dicha especie resistente a glifosato está aumentando y el área de distribución de lo mismo incluye a la región sojera núcleo.

### Epílogo de labores de control[16]
El control debe asentarse en el cumplimiento oportuno y sistemático de cuatro objetivos básicos:
a) Destruir la población de yemas existentes en los rizomas.
b) Impedir la formación de nuevos rizomas.
c) Impedir la producción y/o aportes de semillas.
d) Disminuir la población de semillas en el banco, y en los productores de semillas.
Los cuatro objetivos deben enmarcarse en el programa de rotaciones o secuencias de cultivos y sus respectivos barbechos, de manera de optimizar tanto las tácticas de control como la habilidad competitiva de los cultivos. La detección y eliminación temprana de los focos de invasión y la prevención constituyen las mejores inversiones, las que bajo formas y metodologías relativamente sencillas, pueden evitar la diseminación de la maleza en todo el campo.